# Bernières-d'Ailly
Bernières-d'Ailly é uma comuna francesa na região administrativa da Normandia, no departamento Calvados. Estende-se por uma área de 9,54 km². Em 2010 a comuna tinha 240 habitantes (densidade: 25,2 hab./km²).